# Yvon Bertin
Yvon Bertin (Nantes, 9 d'abril de 1953) va ser un ciclista francès, que fou professional entre 1975 i 1984. Durant la seva carrera professional destaca la victòria aconseguida en una etapa del Giro d'Itàlia de 1980. Aquell mateix any vestí el mallot groc de Tour de França durant 1 etapa.

## Palmarès
- 1975
  - Vencedor d'una etapa a l'Étoile des Espoirs
- 1976
  - 1r al Gran Premi d'Isbergues
- 1977
  - Vencedor d'una etapa al Tour d'Indre-et-Loire
- 1978
  - Vencedor d'una etapa al Circuit de La Sarthe
- 1979
  - 1r al Gran Premi de Rennes
  - 1r al Tour del Tarn i vencedor de 2 etapes
  - Vencedor de 2 etapes de la Volta a Luxemburg
  - Vencedor de 2 etapes al Tour de l'Oise
  - Vencedor d'una etapa de la París-Niça
- 1980
  - Vencedor d'una etapa del Giro d'Itàlia
- 1981
  - Vencedor d'una etapa al Tour d'Indre-et-Loire
- 1983
  - Vencedor d'una etapa dels Quatre dies de Dunkerque

### Resultats al Tour de França
- 1977. Abandona (16a etapa)
- 1978. 78è de la classificació general
- 1980. Abandona (13a etapa). Porta el mallot groc durant 1 etapa
- 1981. 85è de la classificació general
- 1982. 124è de la classificació general

### Resultats al Giro d'Itàlia
- 1980. 76è de la classificació general. Vencedor d'una etapa

### Resultats a la Volta a Espanya
- 1984. 72è de la classificació general